# Santo Tomás Texas
Santo Tomás Texas är en ort i Mexiko.   Den ligger i kommunen San Felipe Usila och delstaten Oaxaca, i den sydöstra delen av landet, 300 km sydost om huvudstaden Mexico City. Santo Tomás Texas ligger 553 meter över havet och antalet invånare är 485.
Terrängen runt Santo Tomás Texas är varierad. Runt Santo Tomás Texas är det ganska glesbefolkat, med 42 invånare per kvadratkilometer. Närmaste större samhälle är San Felipe Usila, 7,6 km väster om Santo Tomás Texas. I omgivningarna runt Santo Tomás Texas växer i huvudsak städsegrön lövskog.